# Fake (manga)
Pour les articles homonymes, voir Fake.
Fake est un manga de Sanami Matoh. Il est paru au Japon de 1994 à 2000 chez Biblos après avoir été pré-publié dans le magazine BexBoy, et en France chez l'éditeur Tonkam à partir de mars 2004.
Le manga a été re-publié au Japon par Mediation, avec seulement 5 volumes.
Ce manga est un shōnen-ai puisqu'il raconte une romance sentimentale entre hommes. Au Japon, il est principalement lu par des adolescentes, mais n'a pas de fonction militante en faveur de l'acceptation sociale de l'homosexualité. À cela, l'intrigue mêle des enquêtes policières et les interventions et péripéties de deux héros adolescents qui côtoient les héros.

## Synopsis
Randy MacLane, qui a pour véritable nom « Ryo » car il est japonais, vient d'être affecté à la brigade de recherche du 27e commissariat de New York. Son nouveau coéquipier, Dee Latener, est plutôt du genre... entreprenant !
Dès la fin de leurs premières enquêtes, Ryo recueille Vikky qui devient ami avec la jeune Cal. Les deux lycéens vont être les obstacles aux entreprises de Dee envers Ryo, mais aussi les héros et victimes des enquêtes des deux inspecteurs.

## Liste des personnages
- Randy MacLane (Ryo)
- Dee Latener
- Vikky Gordon
- Cal
- Rose Barkley
- Diana
- J.J Adams
- Drake
- Ray